# Hesdigneul-lès-Béthune
Pour les articles homonymes, voir Hesdigneul.
Hesdigneul-lès-Béthune [ediɲœl lɛ betyn] est une commune française située dans le département du Pas-de-Calais en région Hauts-de-France. Ses habitants sont appelés les Hesdigneulois.
La commune fait partie de la communauté d'agglomération de Béthune-Bruay, Artois-Lys Romane qui regroupe 100 communes et compte 275 327 habitants en 2021.

## Géographie

### Localisation
Localisée dans l'est du département du Pas-de-Calais, Hesdigneul-lès-Béthune est une commune située, à vol d'oiseau, à 5 km au sud-ouest de la commune de Béthune (chef-lieu d'arrondissement).
Le territoire de la commune est limitrophe de ceux de six communes.
Les communes limitrophes sont Fouquières-lès-Béthune, Vaudricourt, Bruay-la-Buissière, Gosnay, Haillicourt et Houchin.

### Géologie et relief
La superficie de la commune est de 2,59 km2 ; son altitude varie de 32  à   61 m.

### Hydrographie
Le territoire de la commune est situé dans le bassin Artois-Picardie.
La commune est traversée par le Fossé d'Avesnes, cours d'eau naturel d'une longueur de 9,41 km, qui prend sa source dans la commune d'Haillicourt et se jette dans la Blanche au niveau de la commune de Béthune.

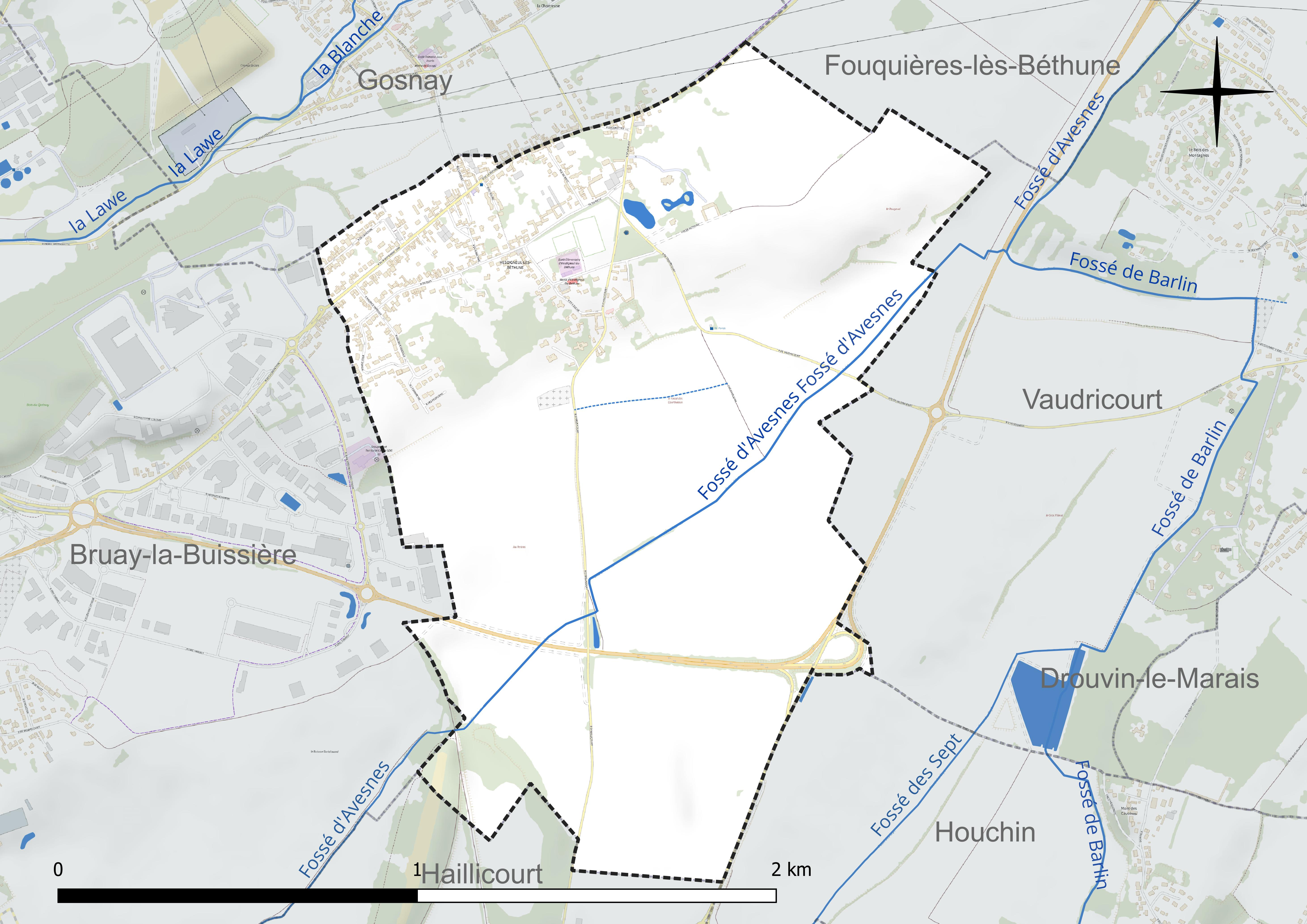
Réseau hydrographique d'Hesdigneul-lès-Béthune.

### Climat
Pour des articles plus généraux, voir Climat des Hauts-de-France et Climat du Pas-de-Calais.
En 2010, le climat de la commune est de type climat océanique dégradé des plaines du Centre et du Nord, selon une étude du CNRS s'appuyant sur une série de données couvrant la période 1971-2000. En 2020, Météo-France publie une typologie des climats de la France métropolitaine dans laquelle la commune est exposée à un climat océanique et est dans la région climatique Côtes de la Manche orientale, caractérisée par un faible ensoleillement (1 550 h/an) ; forte humidité de l’air (plus de 20 h/jour avec humidité relative > 80 % en hiver), vents forts fréquents.
Pour la période 1971-2000, la température annuelle moyenne est de 10,5 °C, avec une amplitude thermique annuelle de 14 °C. Le cumul annuel moyen de précipitations est de 757 mm, avec 12,2 jours de précipitations en janvier et 9 jours en juillet. Pour la période 1991-2020, la température moyenne annuelle observée sur la station météorologique la plus proche, située sur la commune de Lillers à 10 km à vol d'oiseau, est de 11,1 °C et le cumul annuel moyen de précipitations est de 731,5 mm,. Pour l'avenir, les paramètres climatiques de la commune estimés pour 2050 selon différents scénarios d'émission de gaz à effet de serre sont consultables sur un site dédié publié par Météo-France en novembre 2022.

### Milieux naturels et biodiversité

#### Zone naturelle d'intérêt écologique, faunistique et floristique
L’inventaire des zones naturelles d'intérêt écologique, faunistique et floristique (ZNIEFF) a pour objectif de réaliser une couverture des zones les plus intéressantes sur le plan écologique, essentiellement dans la perspective d’améliorer la connaissance du patrimoine naturel national et de fournir aux différents décideurs un outil d’aide à la prise en compte de l’environnement dans l’aménagement du territoire.
Le territoire communal comprend une ZNIEFF de type 1 : le terril de Haillicourt et de Ruitz, d’une superficie de 157 ha et d'une altitude variant de 49  à   180 m. Ce site, qui est composé de deux terrils coniques jumeaux (terrils 2 et 3) de 180 m d’altitude, accueille une biodiversité importante en raison de nombreux habitats présents et a la particularité d'avoir des zones humides suspendues situées sur des terrasses.

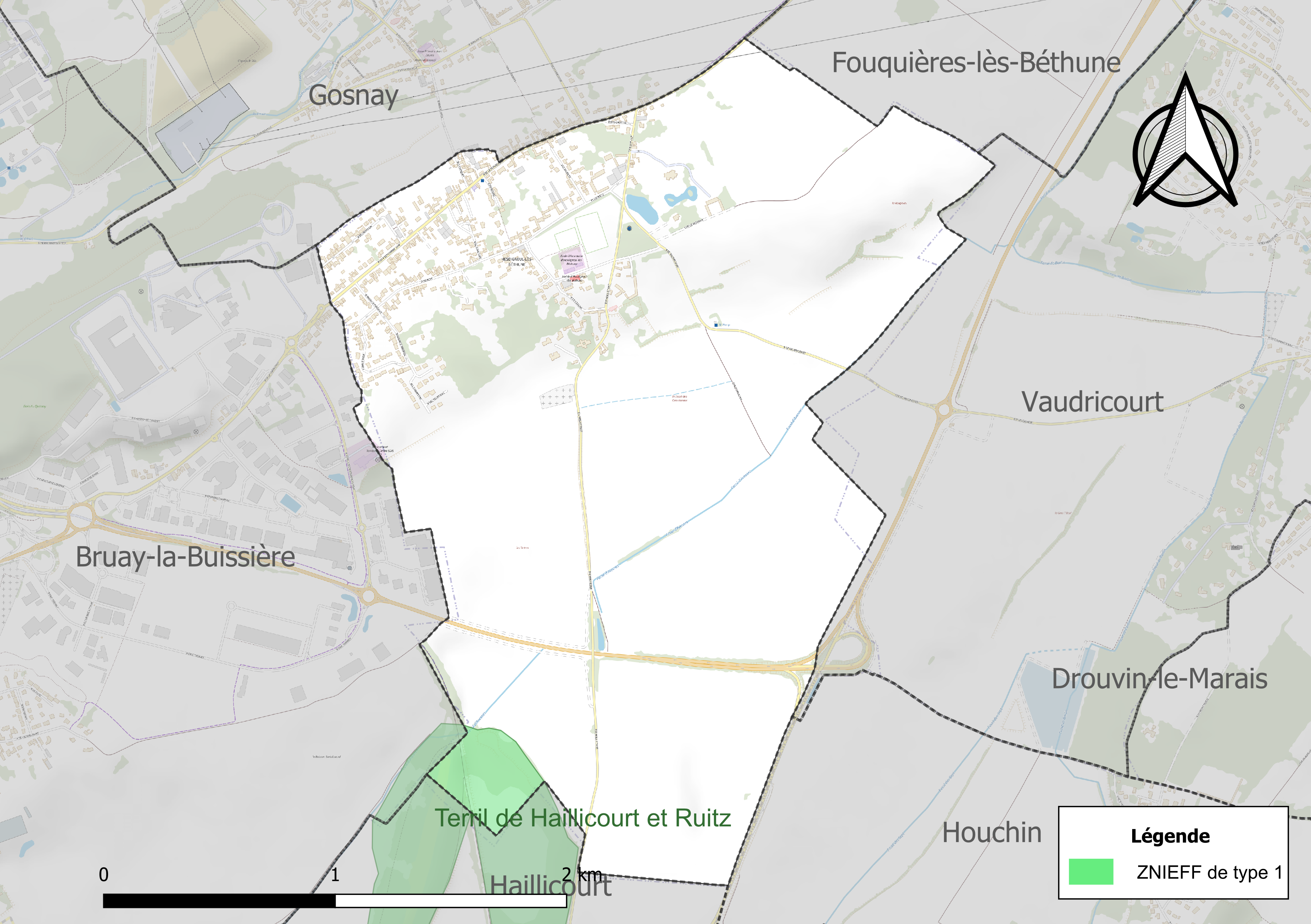
Carte de la ZNIEFF sur la commune.

#### Espèces faunistiques et floristiques
L’Inventaire national du patrimoine naturel (INPN) recense plusieurs espèces faunistiques et floristiques sur le territoire de la commune dont certaines sont protégées et d’autres menacées et quasi-menacées.

## Urbanisme

### Typologie
Au 1er janvier 2024, Hesdigneul-lès-Béthune est catégorisée ceinture urbaine, selon la nouvelle grille communale de densité à sept niveaux définie par l'Insee en 2022.
Elle appartient à l'unité urbaine de Béthune, une agglomération inter-départementale regroupant 94  communes, dont elle est une commune de la banlieue,,. Par ailleurs la commune fait partie de l'aire d'attraction de Béthune, dont elle est une commune de la couronne,. Cette aire, qui regroupe 23 communes, est catégorisée dans les aires de 50 000 à moins de 200 000 habitants,.

### Occupation des sols
L'occupation des sols de la commune, telle qu'elle ressort de la base de données européenne d’occupation biophysique des sols Corine Land Cover (CLC), est marquée par l'importance des territoires agricoles (76,8 % en 2018), une proportion sensiblement équivalente à celle de 1990 (77,1 %). La répartition détaillée en 2018 est la suivante : 
terres arables (76,8 %), zones urbanisées (20,4 %), mines, décharges et chantiers (2,5 %), zones industrielles ou commerciales et réseaux de communication (0,3 %). L'évolution de l’occupation des sols de la commune et de ses infrastructures peut être observée sur les différentes représentations cartographiques du territoire : la carte de Cassini (XVIIIe siècle), la carte d'état-major (1820-1866) et les cartes ou photos aériennes de l'IGN pour la période actuelle (1950 à aujourd'hui).

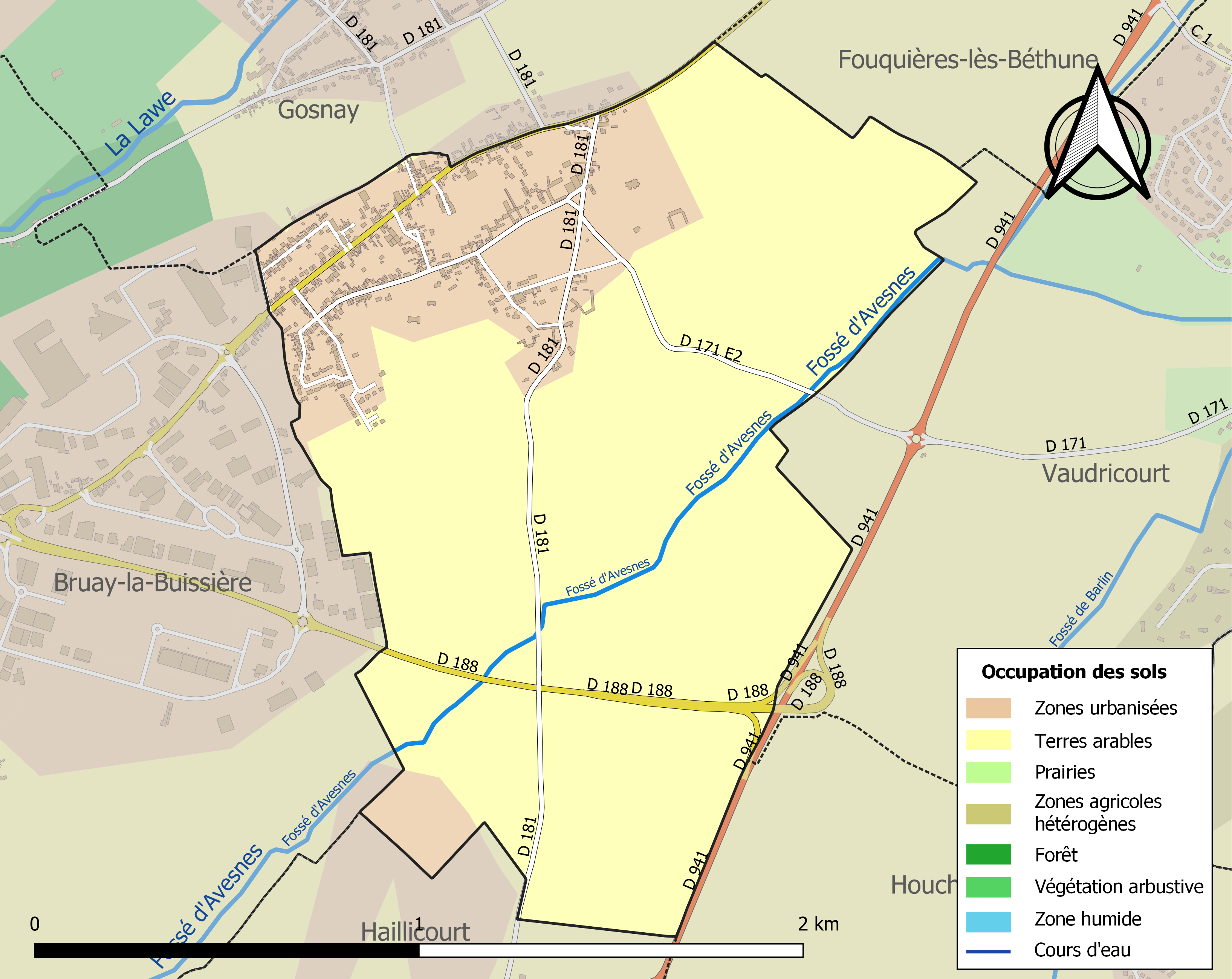
Carte des infrastructures et de l'occupation des sols de la commune en 2018 (CLC).

## Toponymie
Le nom de la localité est attesté sous les formes Heldiniul (1135) ; Esdinnul (1143) ; Hesdinoeil (1152) ; Hisdignol (1163) ; Hesdinolium (1180) ; Hesdiniolium (1189) ; Hesdignuel (1219) ; Hedignue (1257) ; Hesdingnuel (1261) ; Hesdignoel (1318) ; Haidigneu (1329) ; Haidignoel (1360) ; Hesdignoeil (1360) ; Hesdignel (1363) ; Hedinuiel (1380) ; Hesdignoeul (1388) ; Hédigneul (XIVe siècle) ; Hédingnoeul (1427) ; Hesdingnoeul (vers 1500) ; Hesdinoeul (1535) ; Esdinoeulle (1695).
La préposition « lès » permet de signifier la proximité d'un lieu géographique par rapport à un autre lieu. En règle générale, il s'agit d'une localité qui tient à se situer par rapport à une ville voisine plus grande. La commune d'Hesdigneul indique qu'elle se situe près de Béthune.

## Histoire
Avant la Révolution française, Hesdigneul est le siège d'une seigneurie. Au fil du temps le seigneur d'Hesdigneul sera élevé au rang de marquis.
Eugène François de Béthune est marquis d'Hesdigneul, seigneur des Préaux en 1720. Il est reconnu descendre en ligne directe de Robert Ier de Béthune, dit Faisseux, seigneur de Béthune, avoué d'Arras considéré par certains comme le fondateur de la maison de Béthune.

## Politique et administration

### Découpage territorial
La commune se trouve dans l'arrondissement de Béthune du département du Pas-de-Calais.

#### Commune et intercommunalités
La commune est membre de la communauté d'agglomération de Béthune-Bruay, Artois-Lys Romane.

#### Circonscriptions administratives
La commune est rattachée au canton de Nœux-les-Mines.

#### Circonscriptions électorales
Pour l'élection des députés, la commune fait partie de la dixième circonscription du Pas-de-Calais.

### Élections municipales et communautaires

#### Liste des maires
| Période                                  | Période                    | Identité        | Étiquette | Qualité                                                                              |
| ---------------------------------------- | -------------------------- | --------------- | --------- | ------------------------------------------------------------------------------------ |
| Les données manquantes sont à compléter. |                            |                 |           |                                                                                      |
| vers 1919                                | ?                          | Auguste Delory  | Droite    | Agriculteur, Président de la Société d'agriculture de l'Arrondissement de Béthune    |
| 1995                                     | En cours (au 23 mars 2022) | Maurice Lecomte |           | Agriculteur retraité Réélu pour le mandat 2014-2020, Réélu pour le mandat 2020-2026, |

## Population et société

### Démographie
Les habitants sont appelés les Hesdigneulois.

#### Évolution démographique
L'évolution du nombre d'habitants est connue à travers les recensements de la population effectués dans la commune depuis 1793. Pour les communes de moins de 10 000 habitants, une enquête de recensement portant sur toute la population est réalisée tous les cinq ans, les populations de référence des années intermédiaires étant quant à elles estimées par interpolation ou extrapolation. Pour la commune, le premier recensement exhaustif entrant dans le cadre du nouveau dispositif a été réalisé en 2004.

En 2022, la commune comptait 842 habitants, en évolution de +2,18 % par rapport à 2016 (Pas-de-Calais : −0,72 %, France hors Mayotte : +2,11 %).
| 1793 | 1800 | 1806 | 1821 | 1831 | 1836 | 1841 | 1846 | 1851 |
| ---- | ---- | ---- | ---- | ---- | ---- | ---- | ---- | ---- |
| 294  | 254  | 286  | 291  | 328  | 329  | 326  | 343  | 376  |

| 1856 | 1861 | 1866 | 1872 | 1876 | 1881 | 1886 | 1891 | 1896 |
| ---- | ---- | ---- | ---- | ---- | ---- | ---- | ---- | ---- |
| 377  | 390  | 393  | 498  | 417  | 446  | 465  | 489  | 455  |

| 1901 | 1906 | 1911 | 1921 | 1926 | 1931 | 1936 | 1946 | 1954 |
| ---- | ---- | ---- | ---- | ---- | ---- | ---- | ---- | ---- |
| 460  | 428  | 485  | 518  | 505  | 533  | 583  | 702  | 740  |

| 1962 | 1968 | 1975 | 1982 | 1990 | 1999 | 2004 | 2006 | 2009 |
| ---- | ---- | ---- | ---- | ---- | ---- | ---- | ---- | ---- |
| 817  | 898  | 843  | 759  | 791  | 771  | 782  | 824  | 812  |

| 2014 | 2019 | 2022 | - | - | - | - | - | - |
| ---- | ---- | ---- | - | - | - | - | - | - |
| 831  | 823  | 842  | - | - | - | - | - | - |

#### Pyramide des âges
En 2018, le taux de personnes d'un âge inférieur à 30 ans s'élève à 32,6 %, soit en dessous de la moyenne départementale (36,7 %). À l'inverse, le taux de personnes d'âge supérieur à 60 ans est de 26,1 % la même année, alors qu'il est de 24,9 % au niveau départemental.
En 2018, la commune comptait 409 hommes pour 414 femmes, soit un taux de 50,30 % de femmes, légèrement inférieur au taux départemental (51,50 %).
Les pyramides des âges de la commune et du département s'établissent comme suit.
| Hommes | Classe d’âge | Femmes |
| ------ | ------------ | ------ |
| 0,2    | 90 ou +      | 0,7    |
| 8,3    | 75-89 ans    | 9,2    |
| 15,2   | 60-74 ans    | 18,6   |
| 23,2   | 45-59 ans    | 22,9   |
| 17,4   | 30-44 ans    | 19,1   |
| 18,6   | 15-29 ans    | 16,2   |
| 17,1   | 0-14 ans     | 13,3   |

| Hommes | Classe d’âge | Femmes |
| ------ | ------------ | ------ |
| 0,5    | 90 ou +      | 1,6    |
| 5,6    | 75-89 ans    | 8,9    |
| 16,7   | 60-74 ans    | 18,1   |
| 20,2   | 45-59 ans    | 19,2   |
| 18,9   | 30-44 ans    | 18,1   |
| 18,2   | 15-29 ans    | 16,2   |
| 19,9   | 0-14 ans     | 17,9   |

## Culture locale et patrimoine

### Lieux et monuments

#### Monuments historiques

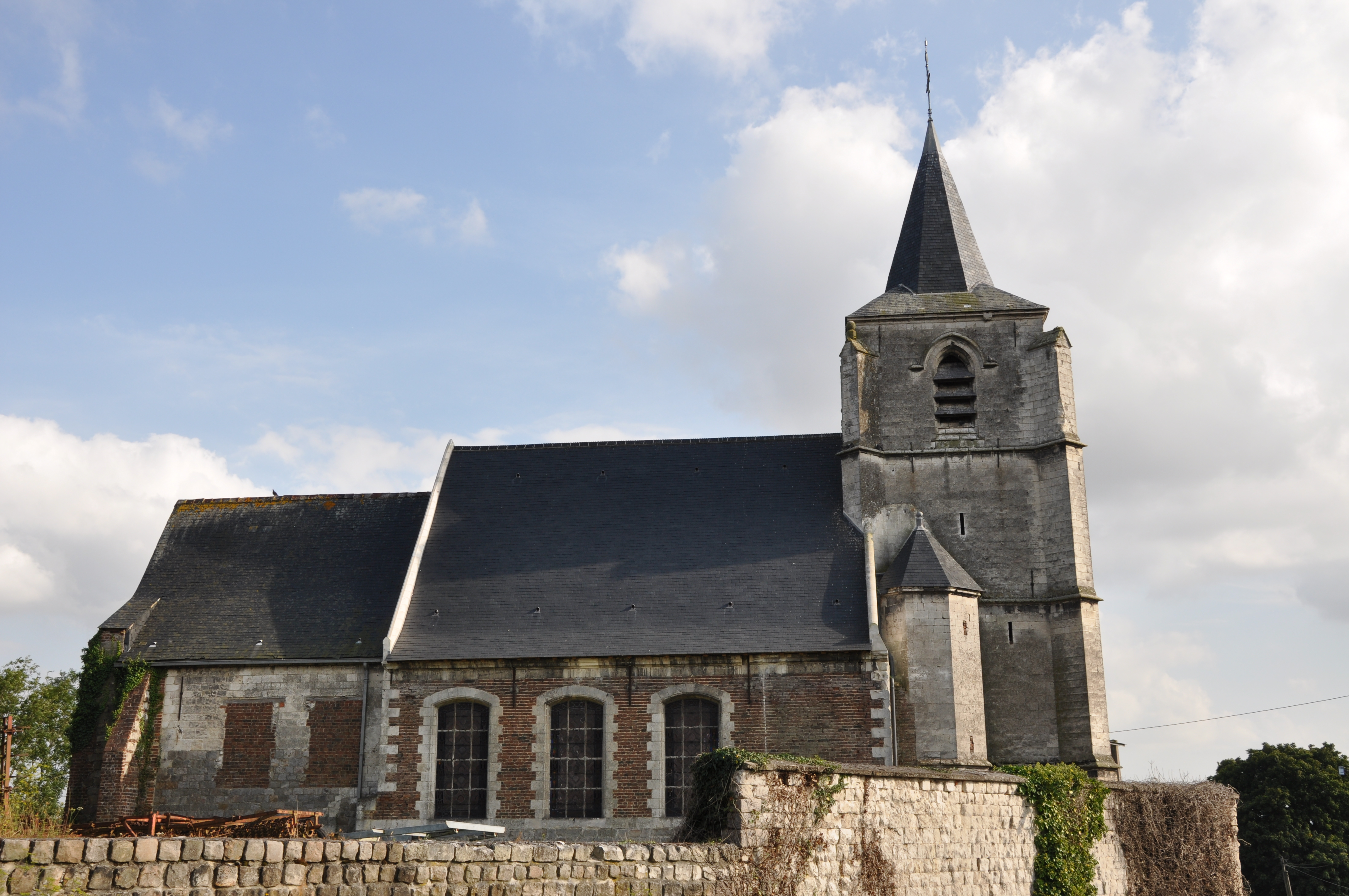
Vue de l'église Saint-Denis.

- Le château et ses dépendances (parties subsistantes). Les façades et les toitures du bâtiment des remises, le portail d'accès au château et le portail d'accès à la ferme font l'objet d'une inscription aux monuments historiques depuis le 8 avril 1987[33].
- Le chœur de l'église fait l'objet d'un classement aux monuments historiques depuis le 22 octobre 1913[34].

#### Autres lieux et monuments
- Le monument aux morts[35].

### Héraldique
|  | Les armes de la ville se blasonnent ainsi : d’or au franc-canton de gueules chargé d’une rose d’argent. |

## Pour approfondir

#### Bases de données, dictionnaires et encyclopédies
- Ressources relatives à la géographie :   - Insee (communes)
  - Ldh/EHESS/Cassini
- Ressource relative à plusieurs domaines :   - Annuaire du service public français
- Notices d'autorité :   - BnF (données)